# Mallotus coudercii
Mallotus coudercii là một loài thực vật có hoa trong họ Đại kích. Loài này được (Gagnep.) Airy Shaw mô tả khoa học đầu tiên năm 1966.